# Vriesea platzmannii
Vriesea platzmannii är en gräsväxtart som beskrevs av Charles Jacques Édouard Morren. Vriesea platzmannii ingår i släktet Vriesea och familjen Bromeliaceae. Inga underarter finns listade i Catalogue of Life.